# 徹里山 (阿肯色州佩里縣)
徹里山（英語：Cherry Hill）是位於美國阿肯色州佩里縣的一個非建制地區。該地的面積和人口皆未知。

## 地理
徹里山的座標為34°59′24″N 92°52′28″W / 34.99000°N 92.87444°W，而該地的平均海拔高度為107米（即351英尺）。